# تیتوتالیسم

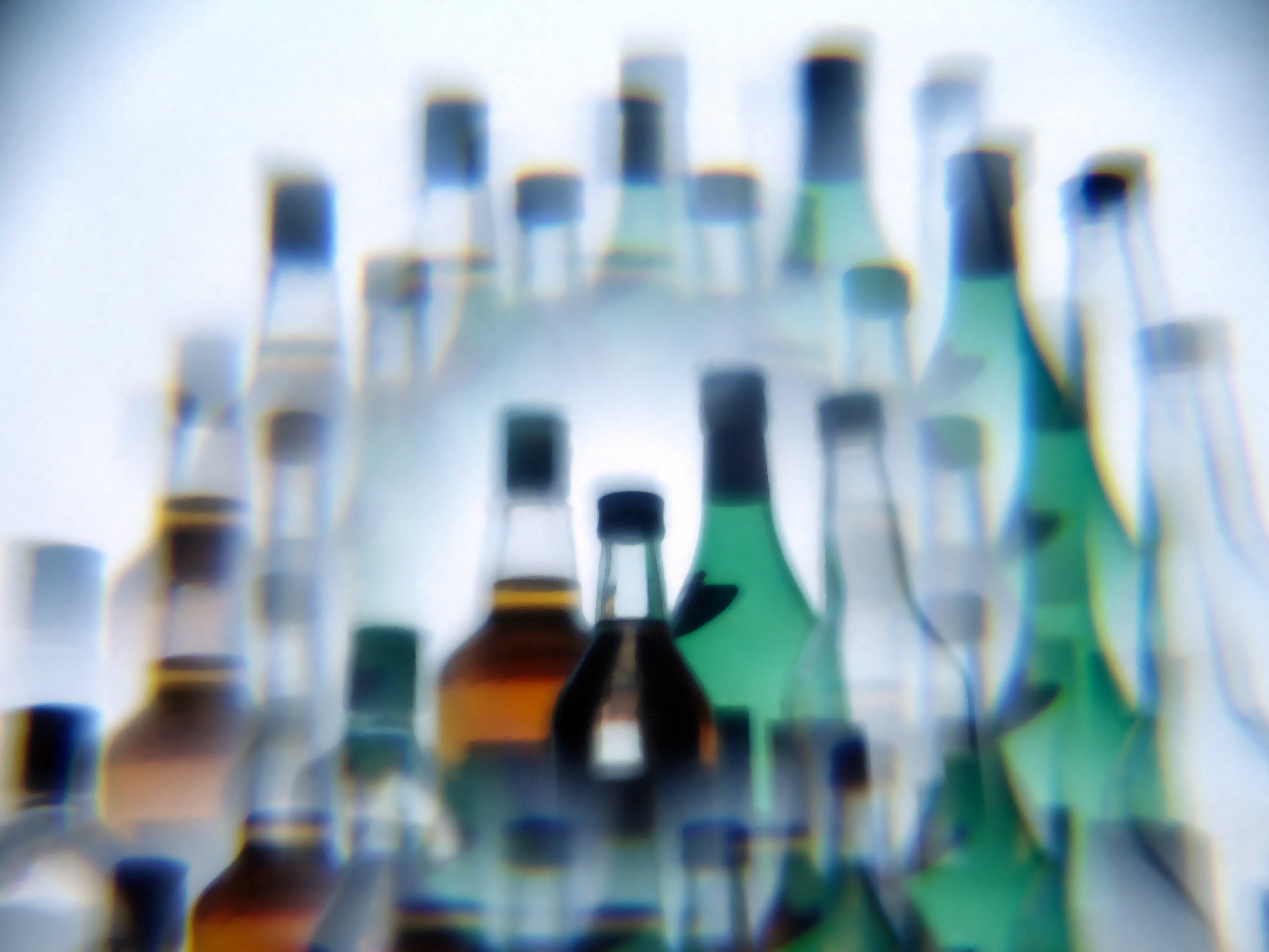
تصویر بطری های شراب و مشروبات الکلی که با لنز چند منشوری ثبت شده است

تیتوتالیسم (انگلیسی: Teetotalism) استنکاف ورزیدن کامل از مصرف نوشیدنی‌های الکلی یا ترویج این خودداری است. فردی که اقدام به تیتوتالیسم می‌کند (و احتمالاً از این کار دفاع می‌کند) را تیتوتالر یا تیتوتال می‌نامند. جنبش تیتوتالیسم اول بار در پرستون (لانکاشیر)، انگلستان در اوایل قرن نوزدهم شروع شد. جامعه خودداری از الکل پرستون را جوزف لیوسی که رهبر نهضت مخالفت با مصرف الکل شده بود در سال ۱۸۳۳ بنیان نهاد.